# Henri Sonnenbluck
Henri Sonnenbluck (20 février 1927, Borgerhout, Anvers, Belgique-31 janvier 2013, Bruxelles) est un écrivain, orateur et rescapé de Monowitz-Buna et Mauthausen.
Fils de deux immigrants originaires de Galicie (Pologne), Henri Sonnenbluck suit les cours de l'école juive d'Anvers. Étant le seul à parler français dans sa famille et avide lecteur, il devient rapidement responsable de toutes les tâches quotidiennes.
Lors de l'invasion de la Belgique par la Wehrmacht le 10 mai 1940, la famille s'enfuit vers la côte belge et ensuite vers la France. Mais les autorités insistent sur leur retour en Belgique. Après quelques mois, la famille est arrêtée, le 23 septembre 1943 et emprisonnée à Anvers. Henri Sonnenbluck passe 6 mois enfermé et ne revoit jamais son père et son jeune frère. Il est déporté de la caserne Dossin à Malines à Auschwitz le 15 janvier 1944 par le 25e convoi. Il participe à une marche de la mort le 18 janvier 1945 et termine à Mauthausen où il est délivré par des soldats américains en mai 1945.
Après la guerre, Henri Sonnenbluck étudie la typographie et travaille dans un cabinet d'avocat. Il met sur pied une association culturelle, le 'Cercle d'éducation populaire', qu'il anime de 1956 à 1996.
Il raconte son expérience des camps dans un livre publié en 1990. Il donne de nombreuses conférences en tant que témoin direct de la déportation et de l'extermination.